# Final Feast
「Final Feast」（ファイナル・フィースト）は、2011年12月にリリースされたDEAD ENDの通算5枚目のシングルである。発売元はmotorod。

## 解説
3か月連続リリースシングルの第2作。3作共にテーマが決められており、本作のテーマは「食人」。
前作同様、初回限定盤は7インチシングルサイズの特殊ジャケットで、タイトル曲のPVを収録したDVD付き。
オリコンチャートでは連続リリースの3作中で最も順位が低い。

## 批評
『CDジャーナル』では「スラッシュ・リフを力強く叩きつけるグルーヴ・メタル。ミステリアスな雰囲気が鳥肌もの。カップリングは変幻自在の歌声と変拍子リフのアップ・チューン。どちらも劇的ソロが秀逸。さすがの実力で、昔に劣らずカリスマ性を放つ傑作だ」と批評し、さらに「ダークかつ妖しい雰囲気をたたえた、まさに彼らの真骨頂とも呼べる楽曲に仕上がっている」とも批評した。

## 収録曲
1. Final Feast （5分37秒）
  - 作詞・作曲:MORRIE・YOU
2. Blackout （4分54秒）
  - 作詞・作曲:MORRIE・YOU